# Michele Bassoul
Michele Bassoul – libańska strzelczyni, medalistka mistrzostw Europy. 
Była córką Michela i Madeleine Bassoul, którzy także uprawiali strzelectwo. 
Nie brała nigdy udziału w igrzyskach olimpijskich. Wystartowała na mistrzostwach Europy rozegranych w Bejrucie w 1962 roku, na których zdobyła srebrny medal w skeecie i brązowy medal w trapie. W skeecie na podium stanęła także inna zawodniczka o tym samym nazwisku, którą najpewniej była jej matka Madeleine Bassoul. 
Zajęła siódme miejsce w trapie na mistrzostwach świata w 1966 roku.